# Vladimir Rem
Vladimir Rem (Slavonski Brod, 4. prosinca 1927. – Slavonski Brod, 22. kolovoza 2011.), bio je hrvatski pjesnik, esejist, književni kritičar i povjesničar.

## Životopis
Rođen je u Slavonskome Brodu od oca Stjepana, pohrvaćenoga Nijemca i majke Marije iz šokačkoga roda Akšamović. Osnovnu školu i realnu gimnaziju pohađao je u Slavonskome Brodu, a Hrvatski jezik i jugoslavenske književnosti diplomirao je u Zagrebu.
Nakon studija na Filozofskom fakultetu u Zagrebu (1952.) bio je profesor hrvatskoga jezika i novinar (Slavonski Brod, Derventa, Lipovac, Čakovec), a potom slijedi četvrt stoljeća dugo, iznimno plodno vinkovačko razdoblje (1957. – 1992.), gdje je na dužnosti direktora Kazališta (1967. – 1979.), predsjednika Sekcije Društva hrvatskih književnika za Slavoniju i Baranju (od 1981.) i kao slobodni umjetnik preuzeo ulogu kreatora i organizatora kazališnog i književnog života u gradu i izvan njega. Godine 1992. vraća se u Slavonski Brod nastavljajući još intenzivnije raditi za svoj rodni grad.
Zagovarajući otpočetka baštinske vrijednosti, pokrenuo je časopis (Glas mladih), priređivao književne večeri, skupove i tribine (Petkom u pet do sedam), uređivao biblioteke (Baština, Brazde, Slavonica, Brodski pisci) i surađivao u tridesetak hrvatskih novina i časopisa. Obogaćujući život građanstva sklona hrvatskoj umjetnosti i njezinu kapitalnom nasljeđu, i u najtežim je vremenima djelovao u korist hrvatske knjige i nacionalnoga repertoara, izlažući se uhićenju i zatvoru (1949.) te progonu i prozivci nakon sloma Hrvatskoga proljeća. Znatnu stvaralačku energiju i znanje ulagao je u opće dobro, što njegovu radu daje specifičnu težinu i čini ga plodonosnijim utoliko što je i drugima pomagao da izraze svoje potencijale kao glumci i redatelji, suradnici i učenici.

## Djela
Nepotpun popis:
- Tragom prošlosti Broda, vl. izd., Slavonski Brod, 1965.
- Tin bez vina: dnevnički zapisi, feljtoni i članci o "kralju boema" (i oko njega), Revija, Izdavački centar Radničkog sveučilišta "Božidar Maslarić", Osijek, 1980., (4. izd., 1990.)
- Tin bez vina: dnevnički zapisi, feljtoni i članci o "kralju boema" (i oko njega), Radničko sveučilište "Nada Sremac", Vinkovci, [1981?].
- Stari Brod: zapisi o davnini mog grada, vl. izd., Slavonski Brod, 1981., (2. izd., Turističko društvo, Slavonski Brod, 1984.)
- Tko su Šokci?, (fotografije-prilozi Martin Grgurovac), Privlačica, Vinkovci, 1993.
- Eseji, feljtoni, članci: proza, ur. Helena Sablić-Tomić, Ogranak Matice hrvatske, Osijek-Ogranak Matice hrvatske, Slavonski Brod-Ogranak Matice hrvatske, Vinkovci, Osijek-Slavonski Brod-Vinkovci, 1997.
- Ponoćni ja: pjesme, prir. i izabrao Delimir Rešicki, Ogranak Matice hrvatske Osijek-Ogranak Matice hrvatske Slavonski Brod-Ogranak Matice hrvatske Vinkovci, Osijek-Slavonski Brod-Vinkovci, 1997.
- Ja mislim drukčije, ur. Miroslav S. Mađer, Riječ, Vinkovci, 2000.
- Iverje s Bosuta: ogledi i članci, Privlačica, Vinkovci, 2001.
- Boro P. i drugi: zapisi o mojim književnim suvremenicima, Matica hrvatska, Ogranak Osijek-Grafika, Osijek, 2004.
- Pod Tinovim kišobranom ili Na slavonskom tragu Tina Ujevića, Društvo hrvatskih književnika, Ogranak slavonsko-baranjsko-srijemski, Osijek, 2005., (sadrži i: Slavonski autori o Tinu Ujeviću)
- Tragom brodske pisane riječi: prilozi za povijest izdavačke djelatnosti u Slavonskom Brodu, Brodska riječ, Slavonski Brod, 2006.
- Krug oko baštine: feljtoni, ogledi, dokumenti, prir. Goran Rem, Društvo hrvatskih književnika, Ogranak slavonskobaranjskosrijemski-Matica hrvatska, Ogranak Slavonski Brod, Osijek-Slavonski Brod, 2007.
- Šokci u povijesti, kulturi i književnosti, (suautor Goran Rem), Sveučilište Josipa Jurja Strossmayera, Filozofski fakultet-Šokačka grana, Osijek, 2009.
- To smo što jesmo: ogledi o Šokadiji i Šokcima, (likovni pril., ilustr. Predrag Goll), Šokačka grana, Osijek, 2011.